# Canon à poulets
 (août 2024).
Si vous disposez d'ouvrages ou d'articles de référence ou si vous connaissez des sites web de qualité traitant du thème abordé ici, merci de compléter l'article en donnant les références utiles à sa vérifiabilité et en les liant à la section « Notes et références ».
Un canon à poulets est un canon projetant généralement des carcasses entières de poulets ou des blocs de gélatine sur des éléments d'aéronefs, afin d'en tester la résistance à l'impact. Ce dispositif d'essai est notamment destiné à vérifier la tenue des parties les plus fragiles d'un avion face au risque de collision avec un oiseau : le pare-brise, le bord d'attaque et les ailettes du compresseur du réacteur.
Il est le plus souvent constitué d'un canon à air comprimé capable d'éjecter un volatile de masse standard à une vitesse correspondant à celle de l'aéronef testé lorsque celui-ci vole aux altitudes où il est susceptible de rencontrer des oiseaux en vol. Pour les avions de transport, il s'agit des vitesses de décollage et d'atterrissage ; pour les avions militaires pratiquant la pénétration à basse altitude, ces vitesses sont beaucoup plus élevées.
Le canon à poulet existe depuis la Seconde Guerre mondiale, où il était déjà utilisé afin de tester la résistance des verrières de cockpit. L'entreprise britannique de Havilland Aircraft Company et l'institut de recherche Royal Aircraft Establishment ont été les premiers à utiliser cet appareil. Les projectiles ont longtemps été des poulets morts, d'où son nom, et plus récemment des blocs de gélatine de densité équivalente. Le nombre de tests effectués a tendance à diminuer en raison de l'amélioration des modèles numériques (simulation informatique), mais les tests finaux sont encore réalisés avec des carcasses de poulets.  